# Peter Kurz (Politiker, 1943)
Peter Kurz (* 19. April 1943 in Brünn, Mähren) ist ein deutscher Politiker (ehemals SPD).
Kurz besuchte die Haupt- und Realschule Trostberg sowie das Gymnasium Traunstein, wo er auch sein Abitur machte. Er studierte Mathematik und Physik an der Universität München, daneben fand ein Zweitstudium in Jura statt. Er machte das 1. und 2. Staatsexamen für das Lehramt an Gymnasien. Ab 1972 war Kurz im Schuldienst als Lehrer für Mathematik und Physik tätig. Am Münchenkolleg, einem Gymnasium des 2. Bildungswegs, war er zuletzt als Studiendirektor tätig. Ferner war er Mitglied der Gewerkschaft Erziehung und Wissenschaft, GEW-Landesvorsitzender und Mitglied im Hauptvorstand sowie Mitglied im DGB-Landesbezirksvorstand.
1971 wurde Kurz Mitglied der SPD. Er war Landesvorsitzender der bayerischen Jungsozialisten, acht Jahre Beisitzer im SPD-Landesvorstand, Vorsitzender der SPD im Kreis Traunstein und im SPD-Bezirksvorstand. Ferner war er Mitglied des Kreistags in Traunstein. Von 1982 bis 1986 war er Mitglied des Bayerischen Landtags. 1995 trat er aus der SPD aus. Am 7. November 1996 rückte er für Max von Heckel bis zum Ende der Legislaturperiode 1998 in den Landtag nach, war aber durch den vorangegangenen Austritt nunmehr fraktionslos.